# Margareta Teodorescu
Margareta Teodorescu (n. 13 aprilie 1932, București, România – d. 22 ianuarie 2013, București, România) a fost o jucătoare de șah, din România, distinsă de Federația Internațională de Șah (FIDE) cu titlul de Mare Maestră a Șahului Feminin (WGM) în 1985.
Născută la București, ea a câștigat Campionatul României pentru Femei în anii 1959, 1968, 1969 și 1974. A jucat pentru România în Olimpiada de Șah a Femeilor din anii 1957, 1963 și 1974, câștigând medaliile de argint în 1957 și 1974.
A intrat pe locul 15 în turneul pentru candidații la femei (Sukhumi, 1964).
Cel mai bun loc ocupat în lista FIDE Top Women pare să fie 35-37 în iulie 1972 (Elo 2165).

## Vezi și
- Listă de mari maeștri ai șahului

## Legături externe
- Margareta Teodorescu Arhivat în 29 noiembrie 2018, la Wayback Machine. - Biografie
- Margareta Teodorescu Arhivat în 29 noiembrie 2018, la Wayback Machine. - Album foto
- Marea Maestră Margareta Teodorescu Arhivat în 29 noiembrie 2018, la Wayback Machine. - retrospectivă
- Margareta Teodorescu - partide de șah la 365Chess.com
- Interviu cu Marea Maestră Margareta Teodorescu, membră de onoare a F. R. Șah Arhivat în 3 martie 2016, la Wayback Machine.